# 카네모토 히사코
카네모토 히사코(일본어: 金元寿子, 1987년 12월 16일 ~ )는 일본의 성우이다. 프로덕션 바오밥 소속. 오카야마현 출신이며, 이전엔 '아이카와 쥬리(相川 寿里)'라는 예명을 사용한 적이 있다고 한다.

## 출연 작품
※굵은 글씨는 주요 인물 이나 주인공을 담당.

### 텔레비전 애니메이션
2009년
- 하늘 가는대로 (에도가와 미쿠)

2010년
- 하늘의 소리 (소라미 카나타)
- 세키레이 2기 ~Pure Engagement~ (카츠라기)
- 침략! 오징어 소녀 (오징어소녀(이카무스메))

2011년
- 이것은 좀비입니까? (토모노리)
- 별을 쫓는 아이 (아스나(와타나세 아스나))
- 베이비 프린세스 (와타유키(열셋째 딸))
- 침략!? 오징어 소녀 (오징어소녀(이카무스메))

2012년
- 스마일 프리큐어 (키세 야요이/큐어 피스)
- 이것은 좀비입니까? OF THE DEAD (토모노리)
- 하트 커넥트 (키리야마 유이)
- 걸즈&판처 - 카추샤

2013년
- 내 여자친구와 소꿉친구가 너무 수라장 (아키시노 히메카)
- 취성의 가르간티아 (에이미)
- 코토우라 양 - (코토우라)

2015년
- 로그 호라이즌 - (쿠시야타마)
- BanG Dream! - 하자와 츠구미

2020년
- 불꽃 소방대 2장 - (아사코 어그)

### 극장판 애니메이션
2017년
- 걸즈 앤 판처 최종장 제1화

2018년
- 우주의 법 -여명편- (하루)
- 극장판 도라에몽: 진구의 보물섬 (미니도라)

2021년
- 시도니아의 기사 : 사랑을 잣는 별 (미도리카와 유하타)

### OVA
2012년
- 침략!! 오징어 소녀 (오징어소녀(이카무스메))

### 웹 애니메이션
2014년
- 미소녀전사 세일러문 Crystal (미즈노 아미/세일러 머큐리)

### 게임

#### PC
- 홍마성전설 II : 요환의 진혼가 (플랑드르 스칼렛)
- 함대 콜렉션 (하루사메)

#### PSP
2011년
- 비오라트의 아틀리에 (나나미 슈미트)
- 바이스 슈발츠 포터블 (요즈키 아리아)
- 퀸즈 게이트 SC 디카샷 (그라비티 건너 아이네)

2018년
- 소녀전선 - 이즈마쉬 Saiga-12